# Kościół Imienia Najświętszej Marii Panny w Sosnowicach
Kościół Imienia Najświętszej Marii Panny w Sosnowicach – zabytkowy, drewniany kościół w Sosnowicach, w gminie Brzeźnica, w powiecie wadowickim, w województwie małopolskim.
Wzniesiony w drugiej połowie XVI w. z fundacji rodziny Strzałów, właścicieli Sosnowic, jako kościółek filialny parafii w Paszkówce.
We wnętrzu kościoła znajdują się trzy późnobarokowe ołtarze. W ołtarzu głównym znajduje się obraz Matki Boskiej z Dzieciątkiem (Sosnowickiej), a zasłaniający go obraz z drugiej połowy XVII przedstawia Ukrzyżowanie Jezusa Chrystusa. W lewym ołtarzu bocznym znajduje się obraz św. Antoniego z Dzieciątkiem Jezus. W prawym ołtarzu umieszczony jest obraz św. Małgorzaty. W kościele znajdują się kamienne płyty nagrobne rodu Strzałów pochodzące z XVI w., obecnie zakryte posadzką. Podczas remontu świątyni pod koniec XIX w. wykonano m.in. nowe szalunki oraz malarski wystrój wnętrza. Ściany i stropy ozdabia polichromia o motywach figuralnych i geometrycznych. Na stropie nawy znajduje się m.in. plafon przedstawiający Wniebowzięcie Najświętszej Marii Panny i dwa kartusze z herbami Jakubowiczów, ówczesnych właścicieli Sosnowic.
Kościół znajduje się na Szlaku Architektury Drewnianej województwa małopolskiego